# Бонин, Виктор Егорович
Виктор Егорович Бонин (1 марта 1918  , Антропово, Витебская губерния — 31 марта 1993) — советский военный. Участник Великой Отечественной войны, Герой Советского Союза (1945). Лейтенант.

## Биография
Виктор Егорович Бонин родился 1 марта 1918 года в деревне Антропово Велижского уезда Витебской губернии Западной области Российской республики (ныне Усвятский район Псковской области Российской Федерации) в семье крестьянина. После окончания неполной средней школы работал шофёром на лесосплавном пункте. В 1938 году был призван на службу в Рабоче-крестьянскую Красную Армию Усвятским районными военным комиссариатом Смоленской области. В 1944 году Бонин окончил Харьковское бронетанковое училище, эвакуированное в Ташкент, после чего был направлен на фронт Великой Отечественной войны. С 29 ноября 1944 года — в действующей армии. Младший лейтенант Виктор Бонин был командиром танка «Т-34» 108-й танковой бригады 9-го танкового корпуса 33-й армии 1-го Белорусского фронта. Участвовал в Варшавско-Познанской операции, освобождении Радома, Шидловца, Лодзи, Быдгоща. 29 января бригада Бонина вышла к Одеру в районе города Цюллихау (ныне — Сулехув, Польша). Отличился во время форсирования Одера.
29 января 1945 года экипаж Бонина в составе батальона участвовал в захвате 4 опорных пунктов немецкой обороны, в том числе Цюллихау и Одерек (ныне — Цигацице). После этого батальон с десантом на броне переправился через реку и захватил плацдарм на её западном берегу. Когда танки переправились, мост был взорван немецкими войсками, и батальон оказался отрезанным от основных сил бригады. Батальон захватил опорный пункт Вальдхойзер (ныне Leśna Góra), уничтожив при этом большое количество живой силы и техники врага, и занял круговую оборону, в течение девяти суток удерживая захваченную местность до подхода советских подразделений. Танкисты отбили 9 контратак немецких войск, имея при этом ограниченное количество патронов и снарядов. Только за первые сутки боёв экипаж Бонина уничтожил 3 орудия, 3 миномёта, 3 пехотинца с противотанковым вооружением, 11 повозок, 2 пулемёта, 12 автомашин и большое количество вражеских солдат и офицеров.
Указом Президиума Верховного Совета СССР от 24 марта 1945 года за «мужество и героизм, проявленные на Одерском плацдарме» младший лейтенант Виктор Бонин был удостоен высокого звания Героя Советского Союза с вручением ордена Ленина и медали «Золотая Звезда» за номером 7934.
В марте 1945 года Бонин принимал участие в Восточно-Померанской операции, в апреле-мае того же года — в Берлинской операции и штурме Берлина. По окончании войны Бонин был уволен в запас, после чего вернулся на родину. Работал в родной деревне, умер 31 марта 1993 года, похоронен в той же деревне.

## Награды
- Медаль «Золотая Звезда» (24.03.1945);
- орден Ленина (24.03.1945);
- орден Отечественной войны 1-й степени (11.03.1985);
- медали.

## Документы
- Общедоступный электронный банк документов «Подвиг Народа в Великой Отечественной войне 1941—1945 гг.» Архивировано 13 марта 2012 года.

Комплект наградных документов на присвоение звания Героя Советского Союза.
Информация из карточки награждённого к 40-летию Победы о вручении ордена Отечественной войны 1 степени.